# Villalaco
Villalaco település Spanyolországban, Palencia tartományban.  Lakosainak száma 61 fő (2024).

## Népesség
A település népessége az elmúlt években az alábbi módon változott:
| Lakosok száma | 79   | 74   | 66   | 70   | 70   | 63   | 59   | 56   | 59   | 61   |
|               | 2001 | 2004 | 2007 | 2009 | 2012 | 2014 | 2017 | 2019 | 2022 | 2024 |